# Примієро-Сан-Мартіно-ді-Кастроцца
Примієро-Сан-Мартіно-ді-Кастроцца (італ. Primiero San Martino di Castrozza) — муніципалітет в Італії, у регіоні Трентіно-Альто-Адідже,  провінція Тренто. Муніципалітет утворено 1 січня 2016 року шляхом об'єднання муніципалітетів Фієра-ді-Прим'єро, Тонадіко, Трансаккуа та Сірор.
Примієро-Сан-Мартіно-ді-Кастроцца розташована на відстані близько 480 км на північ від Рима, 60 км на схід від Тренто.
Населення — 5424 особи (2014).
Щорічний фестиваль відбувається 15 серпня. Покровитель — S. Maria Assunta.

## Демографія
Населення за роками:

## Сусідні муніципалітети
- Канале-д'Агордо
- Фалькаде
- Гозальдо
- Моена
- Предаццо
- Сагрон-Міс
- Таїбон-Агордіно
- Вольтаго-Агордіно
- Чезіомаджоре
- Меццано
- Каналь-Сан-Бово
- Імер